# Ema Jagodić
Ema Jagodić, slovenski fotomodel bosanskega rodu, * 13. oktober 1989, Slovenija
Zmagala je na tekmovanju Miss Universe Slovenije 2011.
Živi med Ljubljano in Dunajem.

## Mladost
Zaradi službe njenega očeta se je veliko selila, najprej v Avstrijo, nato v Nemčijo, nazaj v Slovenijo in potem v Bosno (Živinice). Ima sestro. Za modo se zanima od malih nog.Od športov je trenirala skok v daljino.

## Študij
Študirala je pedagogiko na Filozofski fakulteti v Ljubljani. Diplomirala je na temo svetovalnega dela v avstrijskem šolskem sistemu.

## Zasebno
Visoka je 176 centimetrov.